# International Reviews in Physical Chemistry
International Reviews in Physical Chemistry is een internationaal, aan collegiale toetsing onderworpen wetenschappelijk tijdschrift op het gebied van de fysische chemie.
De naam wordt in literatuurverwijzingen meestal afgekort tot Int. Rev. Phys. Chem.
Het wordt uitgegeven door Taylor & Francis en verschijnt 4 keer per jaar.
Het eerste nummer verscheen in 1981.